# 1559 en arts plastiques
| Années des arts plastiques : 1556 - 1557 - 1558 - 1559 - 1560 - 1561 - 1562    |
| Décennies des arts plastiques : 1520 - 1530 - 1540 - 1550 - 1560 - 1570 - 1580 |

Cette page concerne l'année 1559 en arts plastiques.

## Œuvres

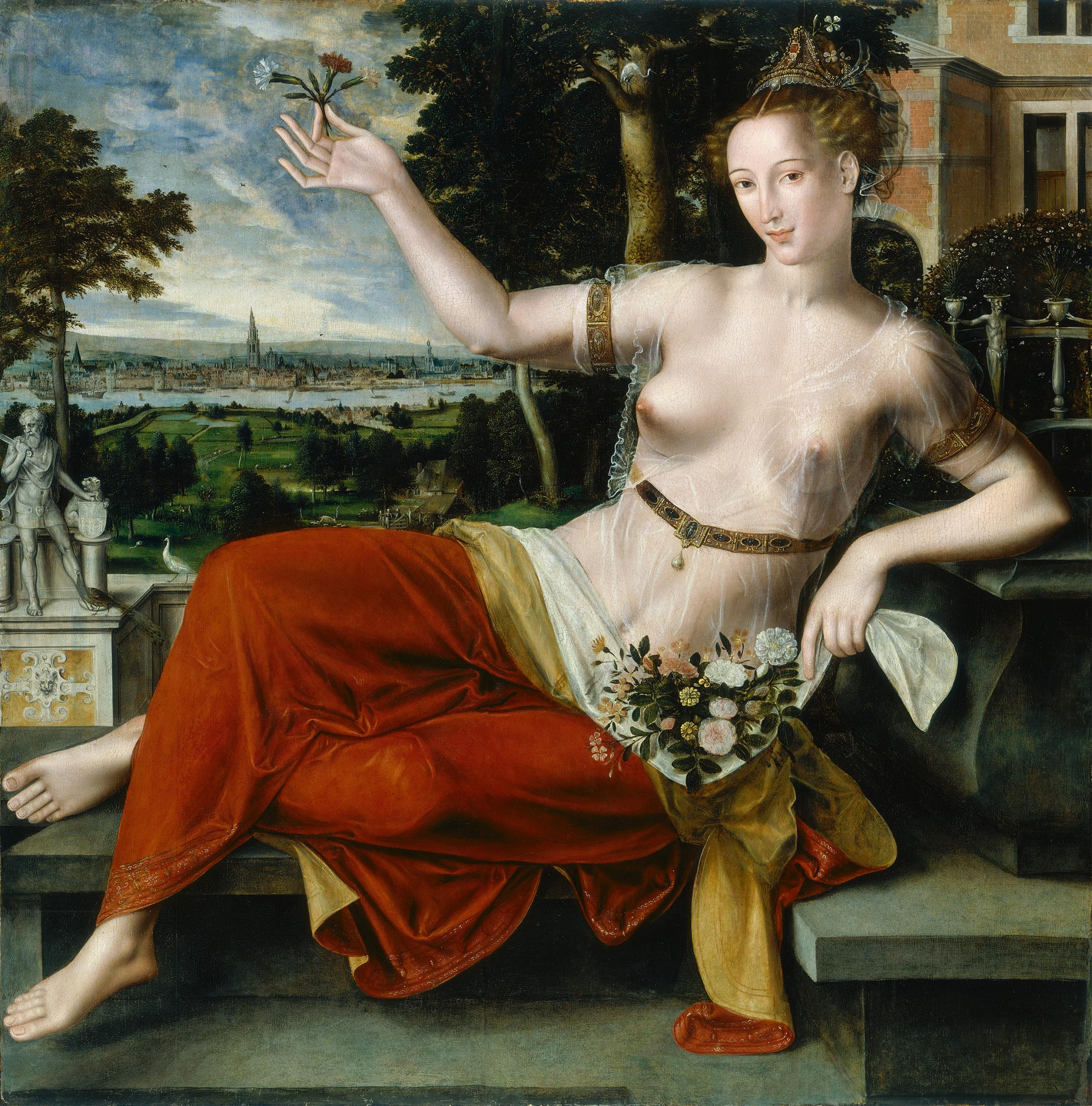
Flore, de Jan Matsys

## Naissances
- ? janvier : Domenico Cresti, peintre italien († 17 mai 1638),
- 14 juillet : Gregorio Pagani, peintre italien du maniérisme tardif de l'école florentine († 3 décembre 1605),
- 21 septembre : Lodovico Cigoli, peintre et architecte italien de l'école florentine († 8 juin 1613),
- Date précise inconnue :
  - Pierre Biard l'Aîné, sculpteur et architecte français († 17 septembre 1609),
  - Kanō Sanraku, peintre japonais de l'École Kanō († 30 septembre 1635).

## Décès
- 28 mars : Wen Zhengming, calligraphe et poète chinois de la dynastie Ming (° 28 novembre 1470),
- 14 décembre : Michael Ostendorfer, peintre et graveur allemand (° vers 1490).
- 15 décembre : Irene di Spilimbergo, peintre italienne (° 1540),
- Christoph Weiditz, peintre, médailleur, sculpteur et orfèvre allemand (° 1498).